# Rubus loganobaccus
Rubus loganobaccus, loganberry, loganas,  loganberris  o zarza logan es una raza de zarzamoras poliploidías. Se produce por polinización de una zarza de California con una de frambuesa.
La planta y su fruto son más parecidas a la zarzamora que a los de la frambuesa, pero el color es rojizo oscuro. Se cultivan comercialmente en los Estados Unidos y también en forma ornamental. En Sudamérica suele ser cultivada en el Sur de Chile de forma local y en huertos particulares.

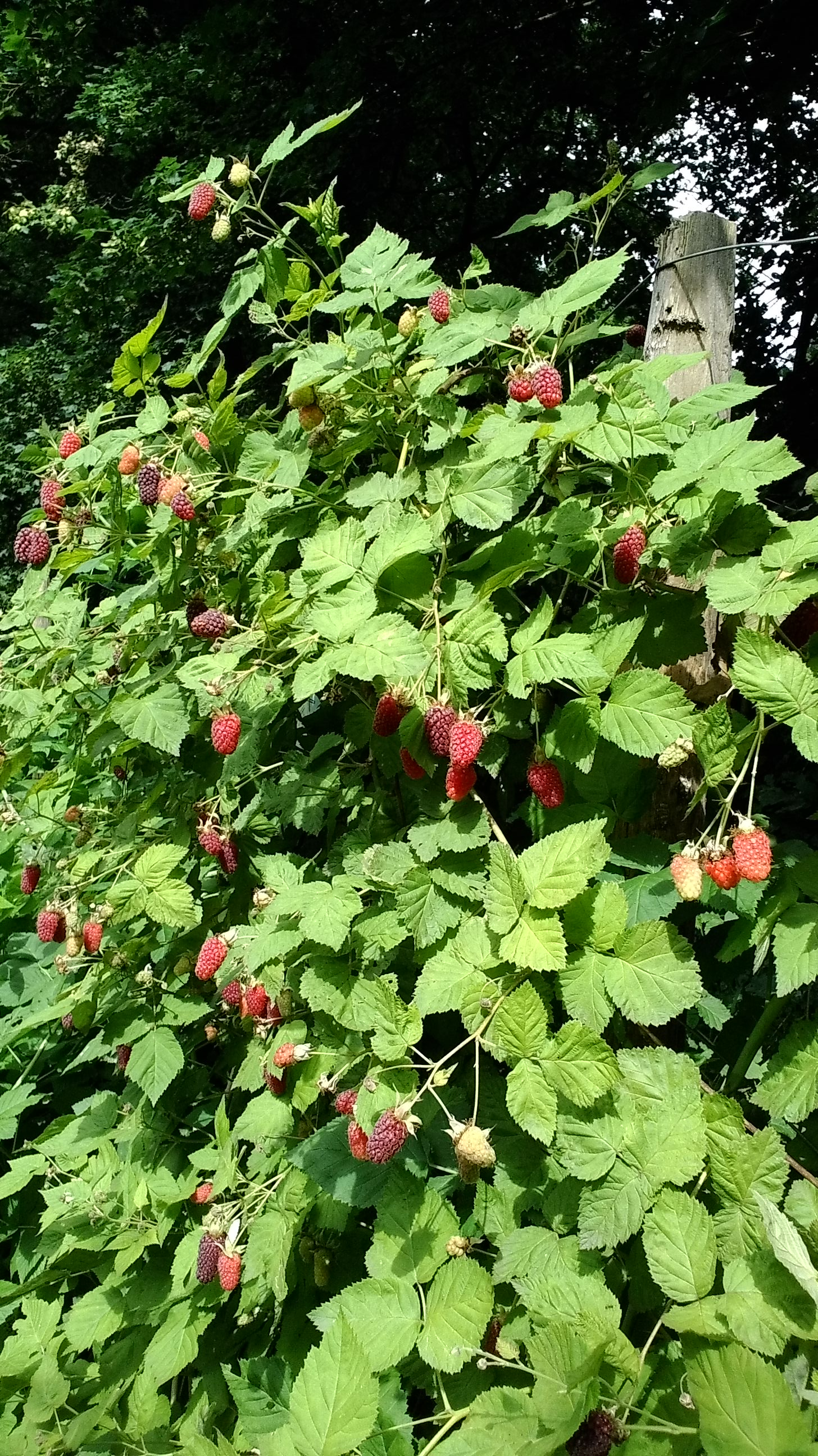
Planta con sus frutos maduros

## Taxonomía
Rubus loganobaccus fue descrita por Liberty Hyde Bailey y publicado en Gentes Herbarum; Occasional Papers on the Kinds of Plants 1(4): 155–156. 1923.
Etimología
Ver: Rubus
Sinonimia
- Rubus ursinus var. loganobaccus (L.H.Bailey) L.H.Bailey[3]